# Restér
Restér (szlovákul: Roštár) község Szlovákiában, a Kassai kerület Rozsnyói járásában.

## Fekvése
Rozsnyótól 23 km-re északnyugatra, a Szlovák Érchegység délkeleti részén, a Restéri- és Hanki-patakok összefolyása közelében fekszik.

## Története
Restér a 13. század második felében bányászfaluként keletkezett. 1318-ban említik először „Rester” alakban, amely a német nyelvből ered. Első birtokosa az Ákos nemzetség volt. A 17. századig többek között a Csetneki Bebek család birtokolta, akik 1427-ben 33 portával bírtak a településen. Később több tulajdonossal is rendelkezett. Vashámorai már a 16. században működtek, lakói vasmunkások és bányászok voltak. Első iskoláját a 16. század végén alapították. 1639-ben Gyarmat ura, Balassa Ferenc megtámadta a falut és csaknem minden lakosát felkoncoltatta. A túlélők később újraalapították a települést. 1689-ben egy tűzvész pusztította el. A 18. század elején pusztító járványok 130 emberéletet követeltek. Lakói mezőgazdasággal, fuvarozással, kézművességgel foglalkoztak. 1773-ban 52 jobbágytelek és 9 zsellér volt a faluban.
A 18. század végén Vályi András így ír róla: „RESTER. Tót falu Gömör Vármegyében, földes Urai több Uraságok, lakosai katolikusok, és evangelikusok, fekszik Csetnekhez közel, mellynek filiája; határjának három része soványabb, legelője elég, fája van mind a’ kétféle, piatza malma közel, a’ vas-műhelyeknél keresetre módgyok van.”
1828-ban 48 házában 378 lakos élt. A 19. század közepén Fényes Elek eképpen írja le: „Restir Roschljár, tót falu, Gömör vmegyében, Csetnekhez északra 1 órányira: 27 kath., 251 evang. lak., evang. anyaszentegyházzal. Hegyes, köves határában foszló agyag (argilla schisti) ásatik, melly minden érczkemenczében szükséges. Rét felette kevés van. A csetneki uradalomhoz tartozik. Ut. p. Rosnyó.”
Borovszky Samu monográfiasorozatának Gömör-Kishont vármegyét tárgyaló része szerint: „Restér, csetnekvölgyi tót kisközség, 85 házzal és 359 ág. ev. h. vallású lakossal. E község 1362-ben részben a csetneki uradalomhoz tartozott. 1427-ben, a mikor már a mai nevén szerepel, a Csetnekieknek 33 jobbágyportájuk volt itt, a mi, tekintve, hogy nemcsak a Csetnekiek voltak a község földesurai, azt bizonyítja, hogy Restér akkortájt már nagy község volt. 1559-ben I. Ferdinánd Horváth Balázst iktattatja Restér birtokába. Később a Rokfalussyak lettek a földesurai, azután az Andrássyak, a kiknek itt most is van birtokuk. A mult század elején a község neve még kétféle változatban jelenik meg: ú. m. Restir és Roschtjar. 1668-ban már serfőző ház is volt a községben. Az ág. h. ev. templom a XV. században épült. A község postája, távírója és vasúti állomása Ochtina.”
1920-ig Gömör-Kishont vármegye Rozsnyói járásához tartozott.

## Népessége
| Év:            | 1994. | 2004.   | 2014.    | 2024.    |
| -------------- | ----- | ------- | -------- | -------- |
| Emberek száma: | 495   | 538     | 609      | 701      |
| Eltérés:       |       | +8,68 % | +13,19 % | +15,10 % |

| Év:            | 2023. | 2024.   |
| -------------- | ----- | ------- |
| Emberek száma: | 676   | 701     |
| Eltérés:       |       | +3,69 % |

1910-ben 356, túlnyomórészt szlovák lakosa volt.
2001-ben 525 lakosából 437 szlovák és 68 cigány volt.
2011-ben 553 lakosából 460 szlovák és 58 cigány.

## Nevezetességei
- Evangélikus temploma a 14. században épült gótikus stílusban. Belső falának egy részén megmaradtak az eredeti freskó részletei. Berendezése 18. századi.
- Kétszázötven férőhelyes művelődési házát 1965-ben építették.